# ワンダラーズFC
ワンダラーズFC(Wanderers Football Club)はイギリスのロンドンのバターシーあるいはワンズワースにかつて存在したイングランドのサッカークラブ。現在でもワンダラーズと名の付くボルトン・ワンダラーズやウルヴァーハンプトン・ワンダラーズなどといったチームとの関連性はない。1872年にFAが主催した第一回FAカップで最初に優勝したクラブとして知られている。

## 歴史

### 創設
1859年、ロンドンのレイトンストーンでフォレストフットボールクラブとして設立(現在のノッティンガム・フォレストFCとは関係ないが、偶然なことにユニフォームはノッティンガムと同じ赤だった)。1863年にフットボール・アソシエーションが設立されたときの会員である。ロンドン中を放浪したことから、『ワンダラーズ』の名前を使ったといわれている（設立されたレイトンストーンからバターシー、ワンズワースまではずいぶん離れている）。
チームの大部分はパブリック・スクールの生徒中心で、上流階級のチームだった。キャプテンは後にFAの会長になり、FAカップの創設者ともなったチャールズ・アルコックであった。その他にもラグビー・フットボール・ユニオンの創設者のA.G.グリマードも所属していた。

### 第1回FAカップ
彼らは1872年3月16日土曜日、ロンドンのケニントン・オーバルで行われたFAカップ第一回大会決勝でロイヤル・エンジニアーズFCを1-0で下して初代王者になっている。ワンダラーズは準決勝のクイーンズ・パーク戦では0-0の再試合と苦戦したものの、軽快に駒を決勝へと進めた。対するエンジニアーズも初戦のヒッチン戦、5-0で圧勝。なぜかこれは50分だけしか試合をしていない。準決勝のクリスタル・パレスFC (1861)(現在のクリスタル・パレスFCとは別。白地に青の横縞のユニフォームだった。)戦も前者同様再試合までもつれるも勝利(3-0)。午後3時5分に主審のアルフレッド・ステアが合図して（このときまだ審判はホイッスルを持っていなかった）始まった試合は前半15分、『ウエストミンスターのドリブル王子』の異名を持つ18歳と195日（この試合での最年少選手だった）のロバート・ヴィダルのドリブルからモートン・ベッツ（この時はA.H.チェッカーという偽名を使用していた。これはベッツはハロー・チェッカーズというチームにいて、そのチームが初戦で姿を消したことにより、ワンダラーズに移ったのがバレないようにしたとされる。）の挙げたゴールが決勝点になった。その試合での最年長選手もワンダラーズのフォワードであるエドワード・アーネスト・ボーウェンだった。35歳352日。エンジニアーズもハーバート・ミュアヘッドのシュートがポストから2、3ヤードのところで外れた。そのほかにも1つチャンスがあったがうまく沈めることができなかった。
ユニフォームは黒とオレンジと赤という派手な色の横縞だったという。
観客は2000人。クロスバーとゴールネットは無く、フィールドにはラインが書いて無くて、キーパーとフィールドプレイヤーのユニフォームの色が同じだったという。ファウルまで無かったという。試合はエンジニアーズのエドモンド・クレスウェル中尉が前半10分、背中に激痛が走るもピッチの外に出ることを拒否。その後の激しいチャージによって鎖骨を骨折。しかし選手交代は行われず10人同然で戦うことを余儀なくされた。これによってワンダラーズは有利になった。この事は記録されているもので最古のフットボールにおける負傷事故とされる。

### 第2回FAカップ
この大会はFAカップ史上極めて稀な大会であった。カップ戦名が『FAチャレンジカップ』という名前で、前大会覇者のチームは最初から戦わずに決勝で今まで勝ち進んできたチームと対戦するという形式であった。またタイトルホルダーは決勝戦を行うスタジアムを自由に決する権利を持つという特典もあった。ワンダラーズはこのルールの恩恵を受けて他のチームが試合をしているとき親善試合をして調整していた。
決勝の地はリリー・ブリッジ。ワンダラーズの本拠地だ。前述の特典を使いホームスタジアムに設定した。相手はオックスフォード大学。第3ラウンドで前大会覇者のロイヤル・エンジニアーズを1-0で勝つ『番狂わせ』を起こしていた。準決勝ではクイーンズ・パークFCの挑戦を不戦勝で乗り切った。これはクイーンズ・パークはグラスゴーのチームで、準決勝の行われるケニントン・オーバルへ旅立てなくなったためとされている(スコットランド最古のチーム。1871年の世界最古の国際試合イングランド戦でスコットランド代表がすべてこのチームから選出されたことがあった)。そして遂にリリー・ブリッジへ行くことになる。
決勝（このときはFAチャレンジカップ、チャレンジラウンドと呼ばれた）にワンダラーズはアルコックとモートン・ベッツ（前大会で決勝点を挙げた選手）が出場しなかった。ワンダラーズの一部の選手が試合開始時刻に間に合わなかったが、11時30分、キックオフ。このとき観客はあとでボートレースを見るために集まったという。試合は早くからオックスフォードのスミスが素早いランで攪乱。ワンダラーズのケニオン=スレイニーのゴールはオフサイドだった。得点は27分アーサー・キネアードのゴールで先制。その後はオックスフォードに押されるも80分にウォラストンのゴールで勝利した。オックスフォードも決して弱くはなくてその後も強引に中央突破を仕掛けたがうまくいかなかったという。全体会で輝いたのはドリブラーのヴィダルだったが今回も先制点を挙げたキネアードのドリブルが冴え、この日の最優秀選手を受賞している。しかし次の大会では準々決勝でしっかりと借りを返されている（1-0。そのまま優勝している)。翌年の大会（1875年大会）でも準々決勝で1-2と接戦の末敗れた。

### 第5回FAカップ
前々大会、前大会共に長らく優勝から遠ざかっていた。特に前々大会では初戦のファニンガム戦で16-0で勝って好調な滑り出しを見せたものの準々決勝で涙をのんだワンダラーズだったが、青と黒のユニフォームを纏い今度は順調に勝ち進む。セカンドラウンドで当時の強豪クリスタル・パレスFC戦を3-0で快勝。準決勝ではエンジニアーズを倒したスウィフツに2-1で辛勝し、決勝進出。今までゴールが決まるたびにエンドを変えていたが今回からはハーフタイムに一度だけ変えるという現在のルールになり、さらに32チームで争われるようになった今大会ではオールド・エンジニアーズが新参者のハイ・ウィコムに15-0で、またクラパム・ローバーズ対レイトンの12-0という大差でのゲームが多く実力の差が顕著に見られた。
その中で勝ち進んできたもう一つのチームはオールド・イートニアンズ。ワンダラーズの分岐チームである。前大会でも準優勝しており急速に実力を付けてきた。そのメンバーには第二回大会でワンダラーズのハーフバックとしてオックスフォード大学を散々苦しめたアーサー・キネアードやアレクサンダー・ボンサーの名前もあった。キネアードはサッカー史上初めてオウンゴールを記録した選手としても知られている。
決勝戦には3500人の観客が入った。試合はワンダラーズのエドワーズが35分にゴールするも古巣対決に燃えるボンサーが50分に同点弾。後半5分にも決定機を作るも決められず。両者ここぞのチャンスを逃して1-1でタイムアップ。一週間後にリプレイ（再試合）を行うことになった。
観客は1500人に減って、キックオフ。イートニアンズは三人の選手を入れ替えてきた。それが選手たちを不安にさせたのか、ヒューズの2ゴールと代表選手であるキャプテンのウォラストンのゴールで3点を奪われあえなく敗戦。こうしてワンダラーズは3度目のFAカップトロフィーを掲げた。

### 第6回FAカップ
エントリーチームがまだ郡の学校のOBのチームであったり陸軍のチームだったりしたが格段に増えてきて、広くFAカップが定着してきた。大会はいきなり波乱が起こった。前回準優勝のオールド・イートニアンズが格下バーンズ相手にまさかの初戦敗退。ワンダラーズは途中で対戦相手のクイーンズ・パークが棄権。準々決勝を行わずに準決勝はケンブリッジ大学を倒した。同じ準決勝では今まで5会連続で準決勝まで駒を進めているオックスフォード大学がエンジニアーズとの熱戦を制し決勝へ。宿敵ワンダラーズとまたしても対戦することとなった。FAカップでの対戦成績は3試合で2勝1敗と星がいい相手だ。
そして3月24日、ケニントン・オーバルでの決勝戦。ケンリック(FAカップで初めてゴールを挙げた選。)とリンゼイのゴールで2-0。だがここでサッカー史上初のオウンゴールで2-1。これはオールド・イートニアンズから古巣に戻ったキネアードの失点である。何とこの試合キネアードはゴールキーパーとしてプレーしており、自らのミスで失点している。しかしここでタイムアップ。第一回大会の生き残りがウォラストンのみになってしまってもうまく世代交代を計って4回目の優勝を成し遂げた。

### 第7回FAカップ
ノッティンガムやマンチェスター、シェフィールドの等のチームが参加。ドルイド信仰者のクラブでありウェールズ最古のクラブチーム『ドルイズ』の参加でウェールズのクラブが初めて参加したがまだ学校OBや上流チームが支配していた。大会はハイ・ウィコムとパンサーズが王者の洗礼を受け両者とも9失点を浴びている。準優勝のオックスフォード大学も好調でハーツ・レンジャーズに5-2で勝利しさらにオールド・フォレスターズとクラパム・ローバーズに勝利して準々決勝へ軽く進む。しかしロイヤル・エンジニアーズの前に敗退。最多得点勝利は1回戦メイデンヘッド対レディング・ホーネッツの10-0だった。メイデンヘッドは次のラウンドでケンブリッジ大学に負けている。もう一つ好調だったのはオールド・ハロービアンズ。超えられなかったサードステージを勝ち進み、準々決勝ではアップトン・パークFC（現在のプレミアリーグ、ウェストハム・ユナイテッドの本拠地とは別物）に3-1で勝ち初めての準決勝へ。準決勝ではロイヤル・エンジニアーズと善戦したものの2-1で敗れている。ワンダラーズは途中不戦勝などもあり決勝へ。相手は好調ハロービアンズを倒してきたエンジニアーズ。1872年の第一回大会と同じ顔合わせとなった。
ワンダラーズのウォラストンは今まですべての大会にワンダラーズの選手として出場して決勝戦では未だ負けがなかった。3月23日、ケニントン・オーバルには珍しく女性が多く集まった。
試合は前半5分ヘンリー・ワースのアシストからジャービス・ケンリックが沈めてあっさり先制。その後ゴール前の守りを固めるエンジニアーズ。モリスの放ったロングスローはゴール前でクリアされるがこのあたりからゲームを支配したのはエンジニアーズだった。前半20分、混戦の中から誰が放ったか分からないようシュートが突き刺さり同点。結局今も誰が決めたか分かっていない。ゲームを支配したエンジニアーズだが35分にフリーキックを与えてしまう。前方へ浮き球のパスが送られ、またもゴール前は混戦となる。その中から不意に一つの足が出てきたと思えば一瞬戻るタイミングを誤ったエンジニアーズのゴールキーパー、ロビック・ブランスビー・フレンドの虚を突いた。ゴールライン上にいた2人のディフェンスはクリアすることができなかった。今度も得点者の判別が困難だったがゴール直後アーサー・キネアード（今回はフォワードとして出場）が仲間に祝福されていたので判別が可能だった。後半ワンダラーズのゴールキーパーのカーク・パトリックが腕を骨折、代わりにキネアードが代わりを務める。その直後キャプテンロバート・ヘドリーの同点弾はオフサイドで取り消し。結局55分にケンリックがトドメをさして5回目の、最後の優勝を達成した。

### その後
第8回FAカップは初戦でオールド・イートニアンズに2-7で惨敗（イートニアンズはこの大会で優勝）。その後は主力選手の離脱などもあり奮わなかった。タイムズ紙に1887年にハーロー校のチームと対戦した記録があり、そのころに解散したと思われる。
所属していた選手はそれぞれの通っている学校にチームを作っていった。たとえば第8・11回FAカップ覇者のオールド・イートニアンズや第10回FAカップ覇者のオールド・カルトゥジアンズなどである。5回の優勝というのは史上8位の多さである。
彼らは複数のスタジアムをホームとしていた。（ホームを持たなかったのかもしれないが、）リリー・ブリッジとバターシー・パークを本拠地として併用していた。

## タイトル
- FAカップ : 5回
1872、1873、1876、1877、1878

## 選手
1872年から1880年までに15人の選手がサッカーイングランド代表に選出されている。
- レジナルド・ウェルチ　(Reginald Welch)・1キャップ
- レオナルド・ハウエル　(Leonard Howell)・1キャップ
- アレクサンダー・ボンサー　(Alexander Bonsor)・2キャップ
- ウィリアム・ケニヨン＝スレイニー　(William Kenyon-Slaney)・1キャップ
- アルフレッド・ストラトフォード　(Alfred Stratford)・1キャップ
- チャールズ・ウォラストン　(Charles Wollaston)・4キャップ
- ロバート・キングスフォード　(Robert Kingsford)・1キャップ
- フランシス・バーリー　(Francis Birley)・1キャップ
- チャールズ・アルコック　(Charles Alcock)・4キャップ
- ジョージ・ヘロン　(George Heron)・3キャップ
- チャールズ・ヘロン　(Charles Heron)・1キャップ
- フレデリック・グリーン (Frederick Green)・1キャップ
- ウィリアム・リンゼイ (William Lindsay)・1キャップ
- ジョン・ワイリー (John Wylie)・1キャップ
- ヘンリー・ワース (Henry Wace)・3キャップ